# Télé Star
Télé Star  è un settimanale televisivo francese pubblicato da Mondadori France. Ideato dall'editore franco-italiano Cino Del Duca, è stato lanciato il 9 ottobre 1976 dalle Editions Mondiales (gruppo Cora-Révillon). È tra le riviste televisive più diffuse in Francia.

## Tiratura e diffusione
| Anno              | 2002      | 2003      | 2004      | 2005      | 2006      |
| ----------------- | --------- | --------- | --------- | --------- | --------- |
| Tiratura          | 2 086 864 | 2 058 438 | 1 758 305 | 1 620 004 | 1 571 036 |
| Copie vendute     | 1 648 334 | 1 651 477 | 1 353 839 | 1 274 151 | 1 235 264 |
| Diffusione totale | 1 798 722 | 1 794 104 | 1 490 019 | 1 404 249 | 1 358 860 |